# Mesembriomys
Mesembriomys is een geslacht van knaagdieren uit de muizen en ratten van de Oude Wereld dat voorkomt langs de noordkust van Australië. Het geslacht is waarschijnlijk het nauwste verwant aan Conilurus.
De soorten van dit geslacht hebben een relatief lange staart die boven en onder dezelfde kleur heeft en ook langere achtervoeten. Op de staartpunt zit een "borstel" van langere haren. De kop-romplengte bedraagt 190 tot 315 mm, de staartlengte 290 tot 410 mm, de achtervoetlengte 48 tot 72 mm, de oorlengte 24 tot 46 mm en het gewicht 240 tot 880 gram. Vrouwtjes hebben 0+2=4 mammae.
Er zijn twee soorten:
- Mesembriomys gouldii (Kimberley in het noorden van West-Australië, Arnhemland en Melville-eiland in het noorden van het Noordelijk Territorium, Noordoost-Queensland) (groter en donkerder van M. macrurus)
- Mesembriomys macrurus (Kimberley in het noorden van West-Australië; uitgestorven in delen van West-Australië en het noorden van het Noordelijk Territorium) (kleiner en lichter dan M. gouldii)